# Crispo de Calcedônia
Crispo de Calcedônia foi de Calcedônia e um dos primeiros seguidores de Jesus no Novo Testamento. Ele é mencionado em 1 Coríntios 1:14 como um dos líderes da sinagoga de Corinto. Ele e sua família foram convertidos ao cristianismo por Paulo de Tarso (em Atos 18:8) e batizado pelo apóstolo em Corinto, na Grécia:
| “ | E Crispo, principal da sinagoga, creu no Senhor com toda a sua casa; e muitos dos coríntios, ouvindo-o, creram e foram batizados. | ” |
|   | — 1 Coríntios 1:14. |   |

Pela leitura seqüencial do livro de Atos, percebe-se que um outro líder da sinagoga em Corinto chamado Sóstenes deve ter assumido o lugar de Crispo na sinagoga, durante algum tempo, tendo depois também se convertido ao cristianismo.
A bíblia diz que Sóstenes foi espancado, diante do tribunal, pelos judeus, que se opunham e blasfemavam da palavra de Deus, testemunhada por Paulo.￼ (Atos 18:17)